# Tela
Tela – miasto w północnym Hondurasie, w departamencie Atlántida. W 2006 roku miasto zamieszkiwało 32 800 mieszkańców. Stanowi ośrodek przemysłu spożywczego i włókienniczego. W mieście znajduje się port lotniczy Tela.

## Miasta partnerskie
- Cancún, Meksyk
- La Ceiba, Honduras